# Леско (гмина)
Леско (пол. Lesko) — городско-сельская гмина (волость) в Польше, входит как административная единица в Лесковский повет, Подкарпатское воеводство. Население — 11 530 человек (на 2004 год).

## Демография
| Перепись                       | Всего   | Всего | Женщины | Женщины | Мужчины | Мужчины |
| ------------------------------ | ------- | ----- | ------- | ------- | ------- | ------- |
| Единицы                        | человек | %     | человек | %       | человек | %       |
| Население                      | 11 530  | 100   | 5795    | 50,3    | 5735    | 49,7    |
| Плотность населения (чел./км²) | 103,3   | 103,3 | 51,9    | 51,9    | 51,4    | 51,4    |

## Сельские округа
1. Бахлява
2. Безмехова-Дольна
3. Безмехова-Гурна
4. Дзюрдзюв
5. Глинне
6. Хочев
7. Хузеле
8. Янковце
9. Лончки
10. Лукавица
11. Монастежец
12. Постолув
13. Сьредня-Весь
14. Веремень

## Соседние гмины
1. Гмина Балигруд
2. Гмина Ольшаница
3. Гмина Солина
4. Гмина Тырава-Волоска
5. Гмина Загуж